# Isótopo estável

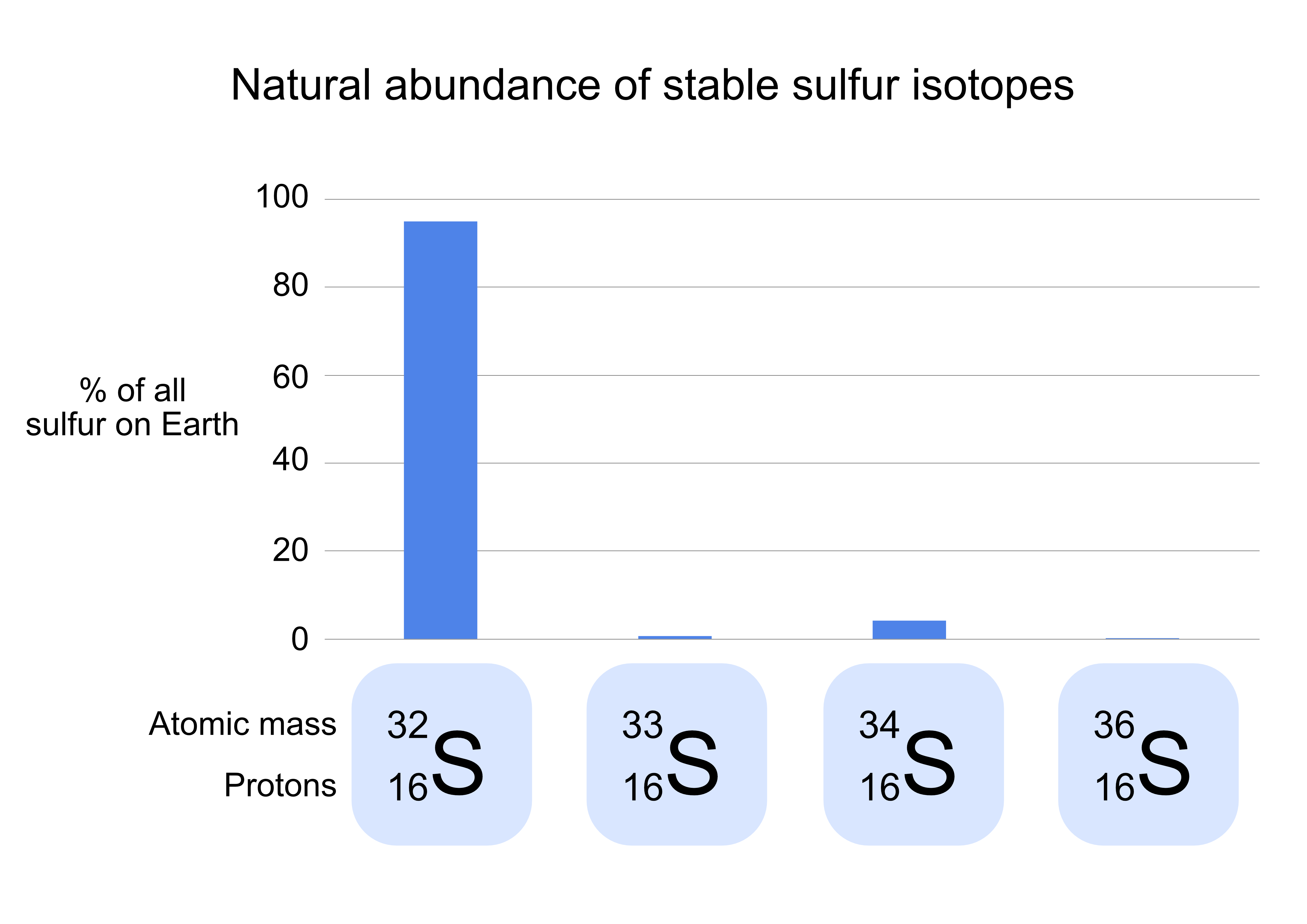
Abundância natural média dos isótopos estáveis do enxofre.

Isótopos estáveis são nuclídeos de um mesmo elemento químico que não sofrem decaimento radioativo ao longo do tempo, visto que suas combinações particulares de prótons e nêutrons permanecem estáveis indefinidamente. Isótopos apresentam o mesmo número de prótons dentro do núcleo, diferenciando-se pelo número de nêutrons. O núcleo de um isótopo estável não perde massa, permanecendo com as mesmas características indefinidamente ao longo do tempo. 
Cada elemento químico apresenta diferentes proporções médias entre seus isótopos estáveis existentes na natureza. A investigação das pequenas diferenças nessas proporções entre diferentes tipos de materiais é a base fundamental para os estudos isotópicos. As diferentes proporções entre isótopos estáveis em uma determinada amostra se dão principalmente devido às variações ocorridas em relação a força de ligação e a velocidade de reação de cada isótopo.
Carbono, nitrogênio, oxigênio, enxofre e hidrogênio são os principais elementos químicos que possuem isótopos estáveis com aplicações em estudos científicos, visto que eles são encontrados em uma grande diversidade de compostos. Geralmente, os elementos químicos possuem mais de um isótopo estável. Entretanto, 21 elementos da tabela periódica possuem apenas um único isótopo estável. Dois isótopos estáveis podem ser entendidos como uma espécie atômica mais “leve” e outra mais “pesada” de um mesmo elemento, visto que possuem massas atômicas diferentes. Dentre os elementos químicos, o estanho é aquele que possui o maior número de isótopos estáveis.

## Características gerais dos isótopos
Isótopos são átomos cujos núcleos possuem o mesmo número de prótons (Z) mas diferem no número de nêutrons (N) e, consequentemente, na massa atômica (A). Há dois tipos fundamentais de isótopos: os estáveis e os instáveis. Os isótopos estáveis são aqueles cujos núcleos permanecem com características únicas e imutáveis. Já os instáveis são radioativos, ou seja, seus núcleos perdem matéria e energia, sofrendo decaimento ao longo do tempo e transformando-se em outra espécie atômica. A maior parte dos isótopos são radioativos. Existem aproximadamente 250 isótopos estáveis e cerca de 3000 isótopos radioativos.

## Razão isotópica e notação delta
A proporção entre dois isótopos estáveis em uma amostra é expressa pela razão entre o isótopo menos abundante e o isótopo mais abundante. No caso de elementos químicos leves (por exemplo: hidrogênio, carbono, nitrogênio, oxigênio e enxofre), o isótopo estável menos abundante é mais pesado do que o isótopo estável mais abundante na natureza, contendo um ou dois nêutrons a mais no núcleo. Para o carbono, por exemplo, a razão é expressa como 13C/12C. Ambos os isótopos estáveis participam de reações químicas (ex.: processos bioquímicos e geoquímicos). Entretanto, pequenas diferenças cinéticas e termodinâmicas governam as reações nas quais eles se envolvem.
A notação delta (δ) é uma fórmula utilizada para expressar a proporção entre dois isótopos estáveis em uma amostra e compará-la com a mesma razão em um padrão de referência internacional. Ela é expressa em partes por mil (‰):
{\displaystyle \delta ^{A}X=[\left({\frac {R_{a}}{R_{p}}}\right)-1]\times 1000}
onde {\displaystyle \delta ^{A}X} é o valor delta da razão isotópica da amostra (‰), {\displaystyle X} representa o elemento químico, {\displaystyle A} representa a massa do isótopo estável menos abundante desse elemento, {\displaystyle R_{a}} é a razão entre os isótopos menos abundante e mais abundante na amostra e {\displaystyle R_{p}} é a razão entre os isótopos menos abundante e mais abundante no padrão de referência. Assim, um exemplo de expressão da notação delta aplicada ao carbono é o seguinte:
{\displaystyle \delta ^{13}C=[\left({\frac {(^{13}C/^{12}C)_{a}}{(^{13}C/^{12}C)_{p}}}\right)-1]\times 1000}
Um valor delta positivo indica simplesmente que a amostra investigada apresenta maior proporção do isótopo menos abundante (ou mais pesado, no caso de elementos leves) quando comparada ao padrão de referência internacional. Por isso, costuma-se afirmar que há um enriquecimento de isótopo pesado nessa amostra. Já um valor delta negativo indica que há menor proporção do isótopo menos abundante (ou mais pesado) na amostra quando comparada ao padrão de referência. Dessa forma, costuma-se afirmar que há um empobrecimento de isótopo pesado nessa amostra. Através da notação delta é possível comparar a assinatura isotópica de amostras de diferentes materiais.
A abundância média natural dos isótopos estáveis dos principais elementos químicos empregados em estudos isotópicos, bem como seus padrões de referência internacional podem ser observados na tabela abaixo:
| Elemento   | Isótopo leve | Abundância | Isótopo pesado | Abundância | Padrão de referência internacional |
| ---------- | ------------ | ---------- | -------------- | ---------- | ---------------------------------- |
| Hidrogênio | 1H           | 99,9885%   | 2H             | 0,0115%    | SMOW (Standard Mean Ocean Water)   |
| Carbono    | 12C          | 98,93%     | 13C            | 1,07%      | PDB (Pee Dee Belemnite)            |
| Nitrogênio | 14N          | 99,636%    | 15N            | 0,364%     | AIR (atmospheric air)              |
| Oxigênio   | 16O          | 99,757%    | 18O            | 0,205%     | SMOW e PDB                         |
| Enxofre    | 32S          | 94,99%     | 34S            | 4,25%      | CDT (Cañon Diablo Troilite)        |

## Fracionamento isotópico
Em função de processos físicos e químicos, as proporções entre dois isótopos estáveis sofrem pequenas alterações que podem ser medidas. Essas alterações são chamadas de fracionamento isotópico e ocorrem devido a alguns mecanismos. Entre eles, os principais e mais comumente observados na natureza são os fracionamentos termodinâmico e cinético.
Através do equilíbrio termodinâmico, as proporções dos isótopos de um elemento se diferenciam em função da temperatura. A regra geral é que os isótopos mais pesados tendem a se concentrar no lado da reação onde há ligações mais fortes, como a fase mais densa de um processo, o composto de maior massa molecular ou ainda o estado de oxidação mais alto. Já o mecanismo cinético se dá em reações irreversíveis (ou seja, unidirecionais), onde as forças de ligação e a velocidade cinética são variáveis importantes do processo. Devido à menor massa atômica dos isótopos leves, há uma tendência de que eles se concentrarem no produto de uma reação química.

### Fator de fracionamento
O fator de fracionamento (α) é definido como a razão entre dois isótopos de uma composição química A dividida pela razão dos mesmos isótopos de uma composição química B:
{\displaystyle \alpha _{A-B}={\frac {R_{A}}{R_{B}}}={\frac {1000+\delta _{A}}{1000+\delta _{B}}}}
onde {\displaystyle R_{A}} é a razão isotópica na composição química A, {\displaystyle R_{B}} é a razão isotópica na composição química B, {\displaystyle \delta _{A}} é o valor delta da composição química A e {\displaystyle \delta _{B}} é o valor delta da composição química B.

### Fator de enriquecimento
O fator de enriquecimento (ε) expressa o processo de fracionamento isotópico de um elemento entre duas substâncias (em função da razão de seus isótopos estáveis):
{\displaystyle \epsilon _{A-B}=(\alpha _{A-B}-1)\times 1000}
onde {\displaystyle \alpha _{A-B}} é o fator de fracionamento isotópico entre as substâncias A e B.

### Discriminação isotópica
A discriminação isotópica tem significado semelhante ao fator de enriquecimento. Seu resultado é expresso em partes por mil (‰) e pode ser calculado a partir da fórmula:
{\displaystyle \Delta _{A-B}=[(\delta _{A}-\delta _{B})/(\delta _{B}+1000)]\times 1000}
onde {\displaystyle \delta _{A}} é o valor delta da substância A e {\displaystyle \delta _{B}} é o valor delta da substância B.

## Efeitos isotópicos
As diferenças causadas pelas propriedades físicas e químicas dos isótopos são chamadas de efeitos isotópicos. Sabe-se que o comportamento químico de um elemento é basicamente definido pela sua estrutura eletrônica, enquanto o núcleo e a massa atômica definem, de certo modo, seu comportamento físico. Os isótopos possuem o mesmo arranjo de elétrons de forma que seus comportamentos químicos são idênticos. Já as diferenças existentes em relação aos processos físico-químicos se dão por causa das massas atômicas serem distintas. Tais diferenças de massa são mais notáveis em elementos leves. Assim, moléculas que se diferenciam em termos de proporção dos isótopos estáveis são qualitativamente semelhantes, mas diferentes em termos quantitativos.

## Aplicações e usos
A aplicação dos isótopos estáveis é ampla e abrange diversas áreas do conhecimento. Grande parte dos estudos envolve as geociências (ex.: geologia, climatologia, oceanografia, geoquímica), as ciências agrárias (ex.: agronomia, zootecnia) e as ciências biológicas (ex.: medicina, farmácia, bioquímica, genética). Técnicas de isótopos estáveis permitem a investigação de questões nas áreas de ecologia e ciências ambientais de maneira pouco ou não-intrusiva, oferecendo consideráveis vantagens sobre outras técnicas (como os radioisótopos). Também existem aplicações isotópicas em estudos forenses e na indústria de alimentos. Muitas perguntas dessas ciências só podem ser respondidas usando isótopos estáveis.
Através do conhecimento das razões isotópicas ao longo de uma cadeia de reações físico-químicas e em distintos compartimentos naturais, é possível fazer inferências sobre a origem de materiais, seu percurso e os processos ocorridos ao longo do mesmo.
Uma aplicação de isótopos estáveis nas geociências é o estudo do ciclo hidrológico da água, visto que esta molécula passa por vários processos nos quais os elementos químicos que a compõe (hidrogênio e oxigênio) sofrem fracionamento isotópico. Por exemplo, nas regiões onde há maior evaporação de água o oceano acaba se tornando localmente enriquecido nos isótopos mais pesados de hidrogênio e oxigênio devido à transferência cinética dos isótopos leves para a atmosfera. Como a velocidade cinética desses isótopos leves é maior, uma grande quantidade deles é transferida em forma de vapor para a atmosfera. Esse exemplo é apenas uma parte do que ocorre ao longo de todos os processos do ciclo da água, incluindo suas transformações físicas de estado e seu transporte na atmosfera e nos oceanos.
Em oceanografia, estudos isotópicos podem ser utilizados para investigar as fontes de matéria orgânica para o ambiente marinho costeiro. Isso é possível porque o fracionamento isotópico durante a fotossíntese de vegetais terrestres e aquáticos é diferente. Essas fontes de matéria orgânica é que sustentam a cadeia alimentar marinha. Isótopos estáveis também podem ser usados para investigar as relações entre predadores e presas na teia trófica marinha.
Outra aplicação interessante, na área de agronomia, é o uso de isótopos estáveis como traçadores da procedência geográfica de produtos alimentícios. Isótopos de carbono, nitrogênio, hidrogênio e oxigênio podem ser usados para fazer inferências a respeito da dieta, local geográfico e tipo de água consumidos pelos rebanhos da pecuária. O tipo de gramínea consumida pelos animais também pode apresentar um fracionamento isótopo distinto (a depender da espécie) e esse fracionamento, por sua vez, ficará registrado no tecido dos animais.
Isótopos estáveis ainda podem ser utilizados para investigar outros ciclos biogeoquímicos na natureza, processos de sedimentação, formação de rochas, transferência de nutrientes, etc.